# Gnophos argillacea
Gnophos argillacea là một loài bướm đêm trong họ Geometridae.